# لارگوو (مریلند)
لارگوو (به انگلیسی: Largo) شهری در ایالت مریلند کشور ایالات متحده آمریکا است که جمعیت آن در سرشماری سال ۲۰۱۰ میلادی، ۱۰٬۷۰۹ نفر بوده‌است.